# Opcochininae
Sous-famille
Les Opcochininae sont une sous-famille d'opilions laniatores de la famille des Trionyxellidae.

## Distribution
Les espèces de cette sous-famille sont endémiques d'Inde.

## Liste des genres
Selon World Catalogue of Opiliones (24/06/2021) :
- Drugius Roewer, 1929
- Opcochina Roewer, 1927
- Trionyxana Roewer, 1927

## Publication originale
- Roewer, 1935 : « Alte und neue Assamiidae. Weitere Weberknechte VIII (8. Ergänzung der "Weberknechte der Erde" 1923). » Veröffentlichungen aus dem Deutschen Kolonial- und Übersee-Museum in Bremen, vol. 1, no 3, p. 1–168.